# Hypolimnus
Hypolimnus é um género de invertebrado da família Megascolecidae.
Este género contém as seguintes espécies:
- Hypolimnus pedderensis